# André Boisclair
Pour les articles homonymes, voir Boisclair.
André Boisclair, né le 14 avril 1966 à Montréal (Québec), est un homme politique québécois. Il a été chef du Parti québécois (PQ) de novembre 2005 à mai 2007, et chef de l'opposition officielle à l'Assemblée nationale du Québec d'août 2006 à avril 2007. 
Il occupe plusieurs postes de ministres dans les gouvernements de Lucien Bouchard et de Bernard Landry. Le 8 mai 2007, il annonce sa démission comme chef du Parti québécois. Puis, le 15 octobre 2007, il fait connaître son intention de quitter son poste de député. Le 15 novembre 2007, deux ans après son élection à la tête du PQ, cette décision entre en vigueur. À partir de cette date, André Boisclair cesse toute activité politique pour se consacrer à l'enseignement et au conseil dans le domaine de la communication.
Sa réputation est ternie par les infractions criminelles qu'il a commises : la consommation de cocaïne, la conduite avec facultés affaiblies et des agressions sexuelles (voir la section « Mises en cause dans des affaires judiciaires »).

## Parcours professionnel

### Député à l'Assemblée nationale du Québec
André Boisclair est élu pour la première fois député de la circonscription électorale de Gouin le 25 septembre 1989. Âgé de 23 ans, il devient à ce moment le plus jeune parlementaire élu à l'Assemblée nationale de l'histoire du Québec. Il est réélu dans la même circonscription lors des élections de 1994. Seize mois plus tard, il fait son entrée au Conseil des ministres à titre de ministre des Relations avec les citoyens et de l'Immigration.
Aux élections de 1998, André Boisclair est à nouveau reconduit dans ses fonctions de député de Gouin. Il occupe le poste de ministre de la Solidarité sociale de 1998 à 2001. En 2002, il est nommé ministre de l'Environnement et des Affaires municipales, fonction qu'il occupe jusqu'aux élections du 14 avril 2003, remportées cette fois par le Parti libéral du Québec. Malgré la défaite de son parti, André Boisclair est encore une fois réélu dans Gouin.
Comme ministre de l'Environnement, André Boisclair a mis en place un moratoire sur la production porcine.

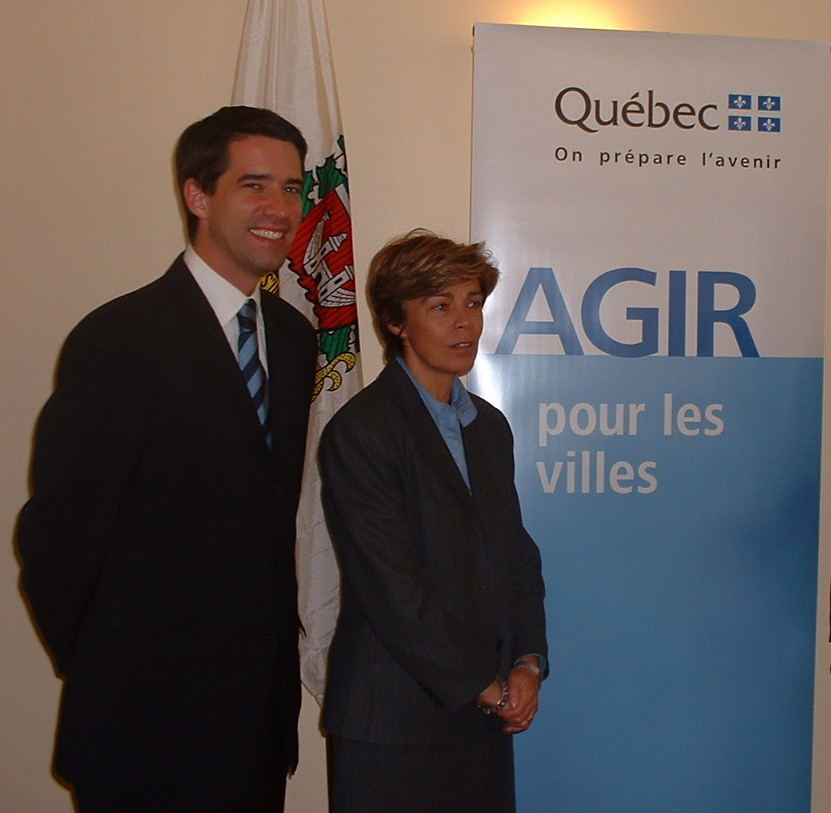
André Boisclair et Louise Beaudoin

### Études à Boston
Il démissionne toutefois de son poste de député le 17 août 2004, afin de poursuivre des études en administration publique à la John F. Kennedy School of Government, située sur le campus de Harvard, à Boston. C'est l'occasion pour lui de commenter la politique sur son blogue, un outil de communication encore peu utilisé par les politiciens québécois à ce moment.
En octobre 2005, Lysiane Gagnon, chroniqueuse du journal La Presse, remet en cause la valeur de son diplôme obtenu aux États-Unis, soulignant que l'on ne peut pas avoir de maîtrise sans avoir au moins un baccalauréat. Sommée de se rétracter à la suite d'une mise en demeure émise à son endroit, elle s'exécute deux jours plus tard.

### Chef du Parti québécois
Le 17 juin 2005, André Boisclair annonce sa candidature à la course à la chefferie du Parti québécois. Largement en tête dans les sondages depuis le début de sa campagne, il est finalement élu chef du Parti québécois le 15 novembre 2005, au premier tour de scrutin. Il l'emporte avec 53,68 % des suffrages (56 503 voix), devant Pauline Marois, sa plus proche rivale, qui obtient 30,6 % des voix.
Puis, la population et les journalistes se plaignent, au cours des mois, de ses absences et de son manque de visibilité[réf. nécessaire]. Il répond à ces critiques en affirmant qu'il se déplace beaucoup et qu'il privilégie le travail de terrain afin de reconstruire les organisations péquistes locales.
Le 14 août 2006, André Boisclair fait son retour à l'Assemblée nationale du Québec, à la suite de sa victoire lors d'une élection partielle dans la circonscription de Pointe-aux-Trembles (Est de Montréal). Il succède alors à la députée Nicole Léger. Il est assermenté une semaine plus tard, accédant au titre de chef de l'opposition officielle de l'Assemblée nationale du Québec, remplaçant ainsi Louise Harel, qui en avait assuré l'intérim depuis la démission de Bernard Landry, le 6 juin 2005.
Lors d'un Conseil national du Parti québécois en octobre 2006, il refuse de se soumettre à une résolution sur l'environnement votée par une majorité des délégués présents. Alors que ses militants préconisent la nationalisation de l'énergie éolienne, lui juge cette idée trop « audacieuse ». 

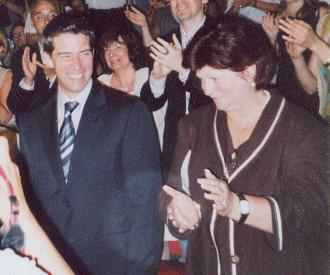
André Boisclair lors de son assemblée d'investiture dans la circonscription de Pointe-aux-Trembles en 2006. Nicole Léger à ses côtés.

Cette décision est critiquée par plusieurs membres du parti, mais saluée par des chroniqueurs de La Presse et du journal Le Devoir. À Matane, le 19 décembre 2006, André Boisclair confirme sa décision de ne pas nationaliser l'énergie éolienne, se disant d'accord pour qu'Hydro-Québec procède par appels d'offres avec le secteur privé, mais exigeant que le gouvernement encadre de façon claire le développement de la production éolienne.
Vers la fin de l'année, André Boisclair accepte de jouer dans un sketch des Justiciers masqués, diffusé dans la nuit du Nouvel An (2007). Ce sketch parodiait le controversé film Le Secret de Brokeback Mountain, portant sur l'homosexualité de deux hommes mariés. Sa participation à ce sketch humoristique souleva un tollé. La journaliste Denise Bombardier prétendit d'ailleurs que le sketch n'était pas drôle du tout et dénigrait les homosexuels. Aussi, elle demanda à André Boisclair de démissionner, sous prétexte qu'il n'était pas à la hauteur de sa fonction.
En janvier 2007, André Boisclair affirme que son gouvernement ne ferait pas de « copinage » envers les syndicats, accusant au passage ses prédécesseurs de favoritisme envers ces groupes.
Le mois suivant, à la suite d'un sondage dévastateur, Bernard Landry critique violemment le leadership de son successeur, le jugeant responsable de la déconfiture de son parti (passé de 50 % à 30 % en un an et demi; l'option souverainiste ayant également chuté) et l'invitant à plus d'humilité et de modestie. Quant à Yves Michaud, il va même jusqu'à réclamer sa démission.

## La campagne électorale de 2007
Le 4 mars 2007, André Boisclair se montre émotif dans un discours sur l'homosexualité et le sexisme. Il reçoit les soutiens de Henri Massé, président d'une centrale syndicale, de Gilles Duceppe, chef du Bloc québécois, et de Jacques Parizeau, ancien premier ministre du Québec et chef du Parti québécois. Lors de l'affaire Philpot, au cours de laquelle un de ses candidats, Robin Philpot, se fait accuser de nier le génocide rwandais, il se dit embarrassé, puis défend son candidat.
Les libéraux accusent André Boisclair d'incohérence dans le dossier du prolongement de l'autoroute 30. Pendant la campagne, des péquistes désabusés prennent publiquement leurs distances face à leur parti[réf. nécessaire]. Aussi, André Boisclair se trouve obligé de dialoguer avec les anciens sympathisants de son parti. Selon les analystes, c'est lui qui a le plus à gagner au cours du débat des chefs, qui s'avère finalement un match nul, bien que lui-même, ou Mario Dumont soient perçus comme les plus performants.
Le 16 mars, André Boisclair annonce que le Parti québécois pourrait tenir un référendum même en cas de gouvernement minoritaire, et qu'il serait prêt à en faire plusieurs de suite jusqu'à la victoire du OUI. Jacques Parizeau et Bernard Landry affirmeront cependant que ce geste serait impossible. Pour la première fois, un sondage lui donne une légère avance, le 17 mars. Le 18, alors qu'il courtise les socialistes, Dumont affirme en revanche qu'il est le prisonnier du groupuscule SPQ Libre.
Le jour du scrutin, le 26 mars, le Parti québécois fait élire 36 députés, ce qui est son pire résultat électoral depuis 1989, lorsque Jacques Parizeau avait été défait par Robert Bourassa. De plus, en nombre absolu de votes, ce résultat est inférieur à celui du parti en 1970, à l'époque de René Lévesque. Le parti a néanmoins réussi à conserver certaines circonscriptions qui lui sont traditionnellement favorables (notamment au Saguenay–Lac-Saint-Jean, en Gaspésie, en Abitibi et dans l'est de Montréal).
À l'issue du scrutin, André Boisclair devient chef du deuxième groupe d'opposition, le Parti québécois ayant été doublé par l'Action démocratique du Québec pour former la nouvelle opposition officielle. Malgré la contestation ouverte de sa direction, il affirme vouloir rester à la tête du Parti québécois.

### Après le 26 mars 2007
À la suite de la défaite électorale du Parti québécois, le 26 mars 2007, des rumeurs circulent quant au remplacement d'André Boisclair à la tête du parti. Au même moment, Boisclair affirme que la souveraineté est devenue irréalisable et que le Parti québécois doit se défaire de la promesse de tenir un référendum le plus tôt possible dans un premier mandat, approche qu'il avait pourtant défendue haut et fort tout au long de la campagne.
Certains croient qu'il doit être remplacé par le chef du Bloc québécois, Gilles Duceppe. Dans une entrevue qu'il accorde au début de mai 2007, André Boisclair dénonce ce qui, pour lui, sont des manœuvres visant à le déloger. Il mentionne alors le nom de Gilles Duceppe, qu'il dit en faveur de l'« affirmation nationale », courant dont il se méfie. Le 8 mai 2007, ayant perdu l'appui de la majorité des députés de son caucus, André Boisclair annonce finalement sa démission comme chef du Parti québécois,. Il précise néanmoins qu'il conservera son poste de député de Pointe-aux-Trembles. À la suite de cette démission, l'ex-candidat péquiste Réjean Thomas déclare qu'André Boisclair a été chassé par les « dinosaures » du Parti québécois. Il fait alors référence à Yves Michaud, Denis Lazure et Bernard Landry.
Après la démission d'André Boisclair, la course à la direction du Parti québécois commence, mais seule Pauline Marois y participe officiellement, puisque Gilles Duceppe, pourtant vu comme son éventuel successeur, se retire après une journée. Le 26 juin 2007, Marois succède à Boisclair.
Le 15 octobre 2007, André Boisclair annonce qu'il quitte la vie politique. De fait, il confirme qu'il laissera, le 15 novembre 2007, son siège de député de Pointe-aux-Trembles. Pour son parti, cette date est symbolique, car elle soulignera le 31e anniversaire de l'élection du premier gouvernement péquiste. Pour Boisclair, elle souligne plutôt le deuxième anniversaire de son élection à la direction du PQ.

## Carrière dans le secteur privé
Le 27 août 2008, il est nommé au conseil d'administration de la Régie des installations olympiques où il siège jusqu'en 2010.
De 2010 à 2013, il préside le conseil d'administration du Regroupement des événements majeurs internationaux (R.E.M.I.) ainsi que celui de la Fondation l'Actuel. Il siège de plus au conseil d'administration de Mobilys. Il préside finalement le comité d'affaires urbaines de la Chambre de commerce du Montréal métropolitain. André Boisclair fut recruté en septembre 2011 par la firme Questerre Energy à titre de conseiller en relation publique. 
En juin 2016, il est nommé président-directeur général de l'Institut du développement urbain du Québec, poste dont il démissionne le 28 mai 2020 dans la foulée de son accusation d'agression sexuelle armée.

## Idéologie politique
André Boisclair peut être considéré comme un homme politique social-démocrate, préconisant un équilibre entre la gauche et la droite, soit un style de gouvernement qui apporte les avantages du socialisme et de la démocratie, qui intervient humainement dans les champs essentiels, tout en apportant des conditions de base à tous (et sans compromettre la liberté des citoyens)[réf. nécessaire]. S'opposant aux thèses du SPQ libre, Boisclair voit dans la social-démocratie de Tony Blair un modèle à suivre. De plus, il a déclaré vouloir « soulager le capital » et faire du Québec « l'endroit au monde où le capital est le mieux accueilli possible ».
André Boisclair a refusé d'écarter tout recours à la « médecine à deux vitesses ». Aussi, la nomination de Daniel Audet (de l'Institut économique de Montréal) à titre de conseiller est un signe de sa volonté de recentrage[réf. nécessaire].
Quant au statut du Québec et des Québécois, André Boisclair est un partisan du « nationalisme civique ». Il souhaite donc que le combat indépendantiste soit coupé de toute référence historique, ethnique ou linguistique, comme en témoigne sa modération dans le dossier des accommodements raisonnables (notamment en ce qui a trait au droit de faire du sport en portant le hidjab, et à la présence du crucifix à l'Assemblée nationale).
André Boisclair est également opposé aux thèses des souverainistes « purs et durs » et au principe d'une élection sur la souveraineté, principe selon lequel la prise du pouvoir par le Parti québécois servirait uniquement de transition vers le statut de pays au moyen d'une série de « gestes de souveraineté » brisant la légalité constitutionnelle canadienne. En réalité, le programme électoral d'André Boisclair se résumait à une administration provinciale, assortie de l’engagement d’organiser un référendum le plus tôt possible. Les indépendantistes les plus identitaires virent en lui le représentant d'une élite montante dangereuse[réf. nécessaire].
André Boisclair s'oppose à toute modification à la Charte de la langue française.

## Vie privée
André Boisclair s'affiche ouvertement comme homosexuel depuis les années 2000. Toutefois, il s'identifie peu à la communauté gaie. Aussi, il dit ne pas militer activement pour cette cause, ce que plusieurs reconnaissent [réf. nécessaire]. Sur le plateau de Tout le monde en parle en septembre 2005, il manie l'humour en faisant des avances à Dany Turcotte,.

## Mises en cause dans des affaires judiciaires
En 2005, pendant la course à la chefferie du Parti québécois, une controverse vient assombrir sa campagne. En effet, l'Affaire Boisclair éclate vers la fin de septembre, après qu'il eut avoué avoir consommé de la cocaïne à quelques reprises alors qu'il était ministre. Quelques jours après cette déclaration, André Boisclair annonce malgré tout qu'il ne se désistera pas de la course, et presse les médias et la population de tourner la page sur cette affaire.
Alors qu'il est délégué général du Québec à New York, la gouvernante de la résidence officielle de la délégation se plaint du désordre et des mœurs sexuelles d'André Boisclair. Il est rapporté que la plainte concerne également la présence de jeunes hommes dans la résidence et la consommation de drogue. Il est relevé de ses fonctions « à sa demande » le 27 septembre 2013.
En 2018, Boisclair plaide coupable d'avoir conduit avec les facultés affaiblies par l'alcool ; il reconnaît avoir résisté à son arrestation et avoir refusé de passer l'éthylotest. Il est condamné à une amende de 2 000 $ et à une interdiction de conduire pendant un an. Il bénéficie d'une absolution au chef d’accusation d'entrave à la justice.
Le 28 mai 2020, il est accusé d'agression sexuelle armée sur un homme âgé de 21 ans au moment des faits,. Le 13 janvier 2021, une nouvelle accusation d'agression sexuelle est déposée par un autre jeune homme dans la même tranche d'âge, dans une affaire sans lien avec celle de 2020. Les deux agressions se sont produites dans l'appartement de Boisclair à Montréal, respectivement le 8 janvier 2014 et le 22 novembre 2015. L'identité des deux victimes est protégée sur ordre de la Cour. 
Le 20 juin 2022, au palais de justice de Montréal, André Boisclair plaide coupable aux accusations d'agression sexuelle déposées par les deux demandeurs, bien que le chef d'agression armée ait été abandonné dans le premier dossier. Le 18 juillet 2022, suivant la recommandation commune de la Couronne et de la défense, le juge Pierre Labelle le condamne à deux ans moins un jour de prison, suivis de deux ans de probation. Boisclair est également inscrit à vie sur le registre des délinquants sexuels. Il est immédiatement incarcéré en prison provinciale au prononcé de sa sentence, évitant ainsi le pénitencier fédéral.
Le 15 novembre 2022, sa demande de libération conditionnelle est refusée. La Commission québécoise des libérations conditionnelles explique dans sa décision qu'il a une attitude arrogante envers les agents correctionnels, qu'il présente des traits impulsifs et narcissiques et qu'il refuse de participer à des thérapies de groupe avec d'autres délinquants sexuels. De plus, il déclare n'avoir aucune déviance sexuelle et blâme ses crimes sur sa dépendance à l'alcool et à la drogue. « La Commission considère que le risque de récidive que vous présentez est inacceptable actuellement, et que le cheminement doit se poursuivre dans le contexte sécuritaire de l'incarcération », conclut la Commission.
Il porte appel de la décision à un comité d'appel composé de trois personnes. Le 2 décembre 2022, le comité d'appel confirme la décision et refuse sa libération conditionnelle. André Boisclair reste ainsi détenu.
Le 17 mars 2023, il bénéficie d'une libération conditionnelle. La Commission souligne que le processus judiciaire et carcéral, avec un suivi sexologique et psychiatrique, a produit les effets escomptés en vue de sa réhabilitation et de sa réinsertion sociale,.
Le 13 juin 2024, la première victime d'André Boisclair le poursuit au civil pour 270 000 $ pour les dommages psychologiques causés par l'agression sexuelle. Une mise en demeure avait été envoyée au préalable en octobre 2023, mais Boisclair n'a jamais répondu à celle-ci,. 

## Citations
- « Les fédéralistes s'avouent incapables de réformer la Constitution. Entre la résignation tranquille et la liberté, cette brave nation choisira la liberté » (prononcée lors du point de presse où il annonce sa démission comme chef du Parti québécois, le 8 mai 2007 radio-canada.ca).
- « Soutenir l’enseignement des diverses religions en fonction des convictions religieuses, cela nous conduirait à un capharnaüm total. Cela ne va pas dans l’intérêt des Québécois, en tout respect de Mgr Ouellet ».
- « Le Parti québécois ne taxera jamais la matière grise ! » (Prononcée durant la campagne électorale précédant l'élection québécoise du 26 mars 2007).

## Archives
Le fonds d'archives d'André Boisclair est conservé au centre d'archives de Montréal de Bibliothèque et Archives nationales du Québec.